# Заслуженный экономист РСФСР

Нагрудный знак «Заслуженный экономист РСФСР»

Заслу́женный экономи́ст РСФСР — почётное звание РСФСР.
Почётное звание «Заслуженный экономист РСФСР» присваивалось высокопрофессиональным специалистам предприятий, учреждений и организаций за заслуги в области экономики и финансовой деятельности, в развитии экономической науки, подготовке кадров и проработавшим по специальности 15 и более лет.
Установлено 5 июня 1980 года.